# Левитация
Левитация (лат. levis – лек) е процес, при който определено тяло е висящо в пространството без опора и контакт със земята или с друг предмет.
Левитация е също така „магически“ трик, при който човек или предмет биват повдигнати в пространството без чужда или каквато и да е била намеса. Най-често той се извършва по механични начини, чрез специално осветление или др.

## Физично обяснение
На Земята, един предмет, получил подемна сила, която
да е достатъчно голяма за вдигането му, би могъл да се опише като левитиращ. Важно е да се отбележи, че на него все още въздейства гравитационна сила. 
Това може да бъде постигнато по няколко начина, напр. чрез магнит, електричество или по аеродинамичен път. Левитация по аеродинамичен път може да се наблюдава на много места, например при играта въздушен хокей (Air Hockey), където газ (въздух) излиза на струи с равномерна сила от масата за игра и по този начин държи шайбата винаги над повърхността. Други примери са хеликоптерите или самолетите с вертикално излитане.
Дадена сфера също може да бъде в състояние на левитация, повдигната от равномерни по сила въздушни струи, по закона на Бернули.

## Паранормални и религиозни вярвания
В някои, най-вече източни вярвания, левитацията е съмнителната способност на хора, само със силата на мисълта и концентрацията, да се издигат във въздуха. Твърдения за това идват от източните будистки монаси, но не е доказано, пред независими експерти, че по собствено желание, чрез висока концентрация на мисловната си енергия, те могат да се издигат над земята. Според част от тези вярвания левитацията може да е предизвикана чрез божествена намеса.